# Aire protégée
Pour les articles homonymes, voir AP et AMP.

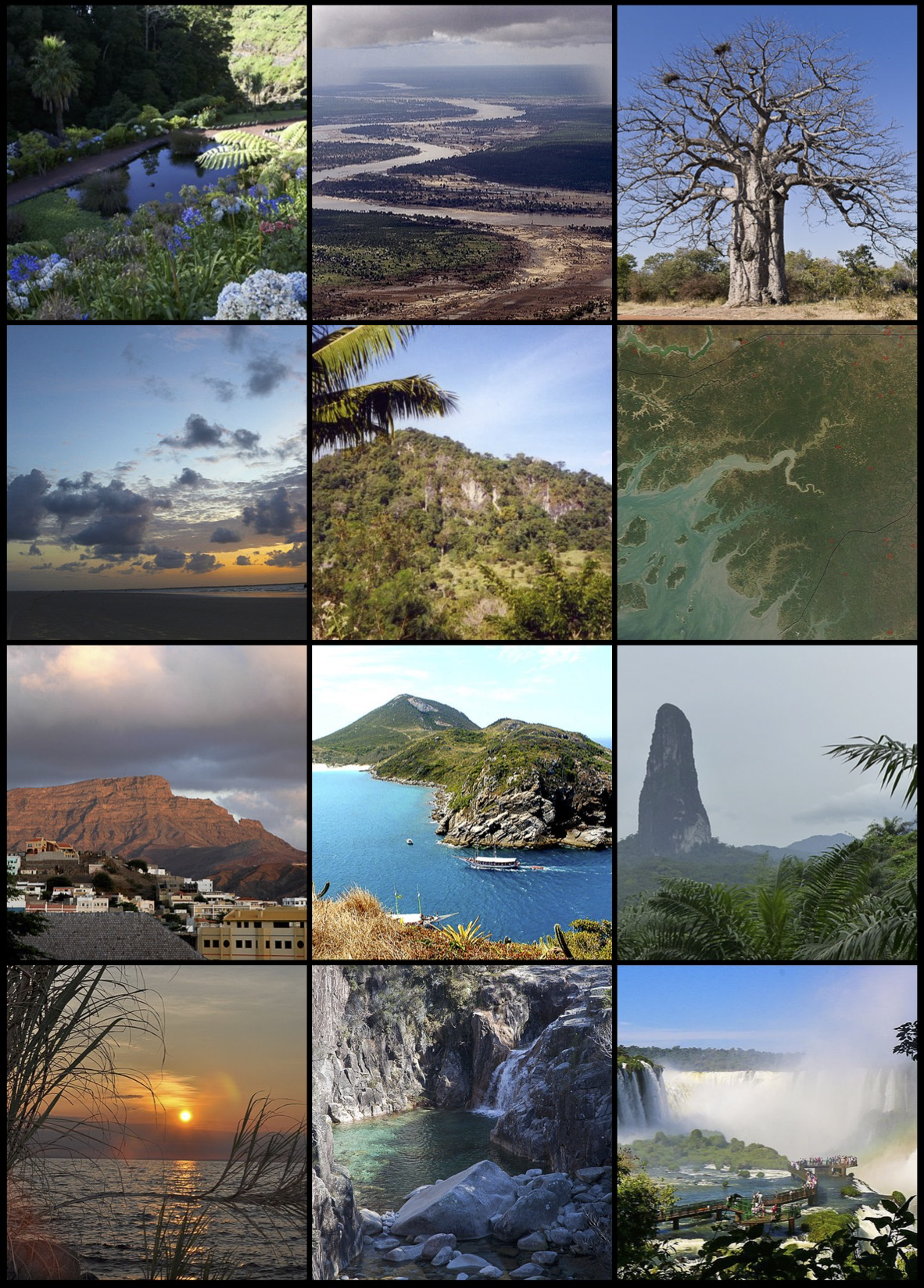
Aires protégées dans plusieurs pays lusophones. De gauche à droite, et de haut en bas : aux Açores ; parc national du Limpopo ; aire de protection de l'environnement de l'île de Maiandeua ; parc national Nino Konis Santana ; vue aérienne de la Guinée-Bissau ; parc naturel de Monte Verde (Cap-Vert) ; réserve marine Arraial do Cabo ; parc naturel Obô de São Tomé ; réserve nationale de Niassa au Mozambique ; parc national de Peneda-Gerês au Portugal et enfin le parc national de l'Iguaçu au Brésil.

Une aire protégée (AP) (de l'anglais protected area, PA) est, selon la définition de l'Union internationale pour la conservation de la nature (UICN), « un espace géographique clairement défini, reconnu, consacré et géré, par tout moyen efficace, juridique ou autre, afin d'assurer à long terme la conservation de la nature, des services écosystémiques et des valeurs culturelles qui lui sont associés ».
Presque tous les pays du monde ont établi des aires protégées. Plusieurs programmes internationaux cherchent à protéger la nature et encouragent les États dans leur démarche de classement d'espaces naturels. Si les ressources naturelles ont toujours été gérées par les sociétés humaines, les premières aires protégées ont été créées aux États-Unis à la fin du XIXe siècle avant que la préoccupation pour l'environnement ne devienne globale, au tournant des années 1970, puis à Rio en 1992 avec la Convention sur la diversité biologique (CBD) et que le mouvement ne gagne toute la planète.
En 2018, un consensus scientifique établit que la protection des habitats et des espèces est le meilleur moyen de défendre la biodiversité, à la condition que la protection soit réelle dans les parcs et réserves. Selon Jones et al. (2018), la cartographie mondiale la plus récente et complète des pressions humaines montre que si l’on est passé de 9 à 15 % des terres émergées protégées entre 1992 et 2018, six millions de kilomètres carrés (soit 32,8 % de terres protégées) sont néanmoins soumis à une pression humaine intense. Plus de 55 % des aires protégées avant la ratification de la CBD (1992) ont depuis subi une augmentation de la pression humaine ; seules les grandes zones strictement protégées se montrent potentiellement efficaces, dans certains pays, essentiellement situées dans l’hémisphère sud.

## Terminologie
En français, le terme d'« espace protégé » ou d'« espace naturel protégé » remplace parfois le terme d'« aire protégée ».
On parle d'aire marine protégée (AMP) quand l'espace géographique bénéficiant d'un statut de protection comprend en majorité ou en totalité une zone marine. En 2000, 4 600 aires marines protégées dans le monde couvraient 0,6 % de la surface des océans, contre 9 % des surfaces terrestres. Selon Daniel Pauly, en 2009, cette surface a augmenté, mais ne couvrirait qu'environ 0,8 % de l'océan. Et seul 1/10e environ de ces 0,8 % environ est réellement et efficacement protégé. La croissance de la superficie classée en AMP n'est que de 5 % par an, il faudra donc attendre, à ce rythme, quinze ans pour espérer un doublement de la surface théoriquement protégée.
On parle d'aire protégée transfrontalière lorsque l'espace géographique protégé agrège et assure un continuum d'aires protégées de part et d'autre des frontières de plusieurs pays (en général cet espace existe formellement au travers d'un accord international qui définit des règles coordonnées de gestion entre les aires protégées nationales agrégées).

## Histoire et vision globale

La forêt de Fontainebleau, instituée série artistique en 1861, fut la première réserve naturelle de l'ère moderne (ici par Camille Corot, 1834).

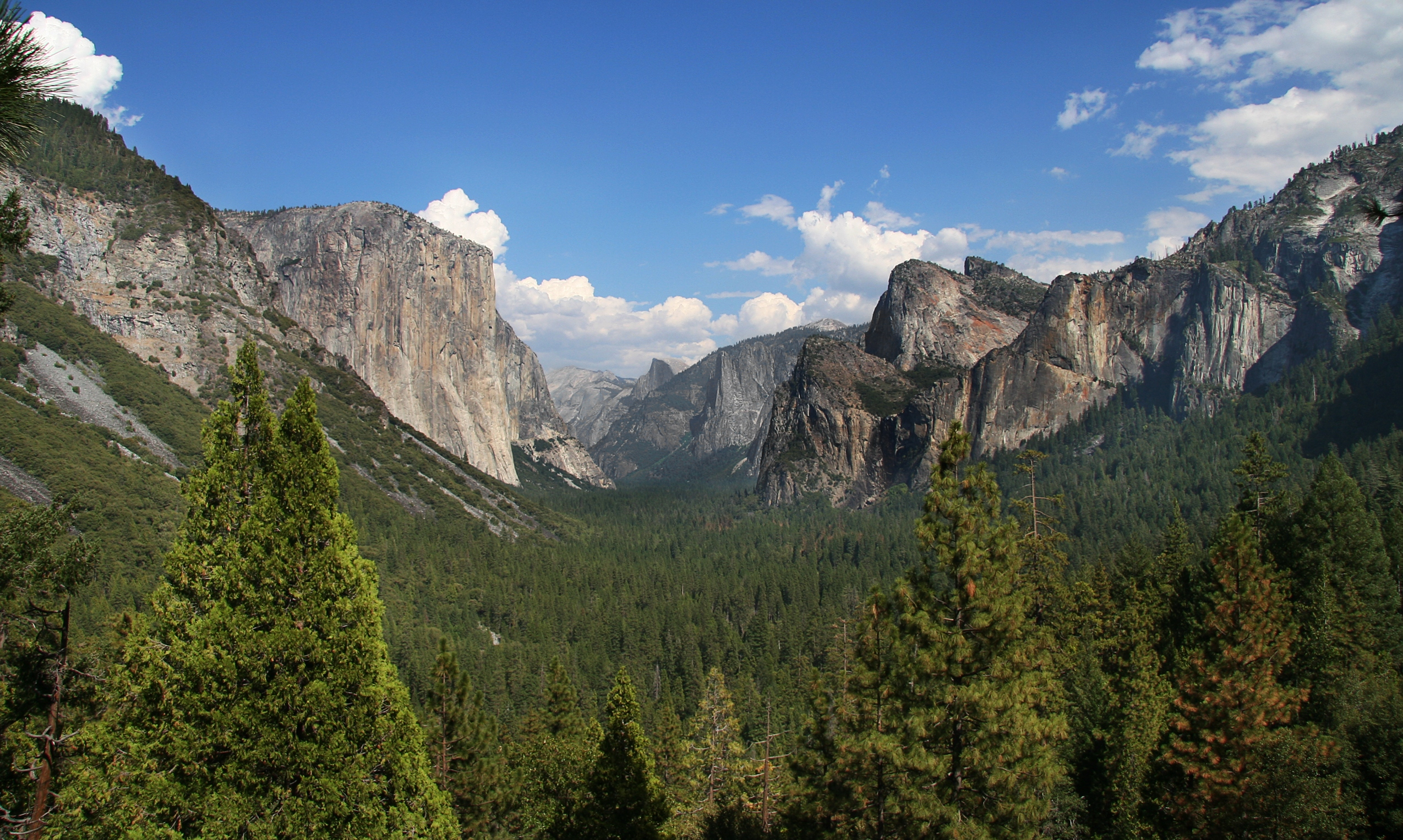
Le parc national de Yosemite créé en 1864 dans l’État de Californie.

La protection de la nature est très ancienne, elle remonterait à plus de 2 000 ans et est relativement universelle : la création de la toute première aire protégée est généralement attribuée à l'empereur Ashoka vers 252 av. J.-C. en Inde qui aurait bâti autour de son palais un sanctuaire pour préserver la faune et la flore. En Europe, des zones de chasse ont été réservées aux élites pendant des siècles d'Histoire, tandis que les sociétés du Pacifique, posaient des « tabous » sur certains lieux ou que des « forêt sacrées » faisaient, et font toujours parfois, l'objet d'interdits religieux en Afrique.
À l'ère moderne, une des premières aires protégées à but non lucratif fut la forêt de Fontainebleau : cette réserve de chasse puis réserve royale de bois de marine (jamais exploitée) était au XIXe siècle le dernier endroit de la région parisienne où l'on pouvait admirer de très vieux arbres, ce qui faisait les délices des promeneurs et notamment des artistes, comme les peintres de l’École de Barbizon. Quand la forêt commença à être mise en exploitation, ceux-ci, emmenés par Théodore Rousseau, fondèrent la Société des amis de la forêt de Fontainebleau pour protéger la forêt. En 1853, des « sanctuaires de la nature » sont ainsi soustraits à l'action des forestiers sur 624 ha de vieilles futaies et de zones rocheuses (Bas Bréau, Cuvier Châtillon, Franchard, Apremont, la Solle, mont Chauvet), par dérogation aux règles d'exploitation habituelles, en faisant appel au caractère artistique exceptionnel des lieux. Un décret impérial du 13 avril 1861 crée la « réserve artistique » de Fontainebleau, portée à 1 094 ha et enfin à 1 693 ha de 1892 à 1904, ce qui en fait la toute première réserve naturelle officiellement instituée de l'Histoire.
Le mouvement franchit une nouvelle étape quand le Congrès des États-Unis attribue à l'État de Californie la gestion d'un petit territoire, pour l'usage du public, en 1864. Cette vallée devient le parc national de Yosemite en 1890, sous l'impulsion des pionniers de la protection de la vie sauvage : John Muir et Robert Underwood Johnson. Le premier site à porter le titre de parc national est le Yellowstone, créé en 1872 aux États-Unis. À la même période, les premières démarches pour la création du parc national des Blue Mountains et du parc national Royal démarrent, dans ce qui est alors la colonie britannique d'Australie. Des initiatives similaires émergent au Canada, en Nouvelle-Zélande, en Afrique du Sud...
Les puissances coloniales française et anglaise créent dans leurs empires des aires protégées dont le but est souvent de soustraire une ressource naturelle, gibiers pour la chasse et bois, pour l'usage exclusif des colons. Cette phase concerne principalement l'Afrique anglophone jusqu'en 1920 puis gagne l'Afrique francophone et l'Asie du Sud-Est entre 1920 et 1940. Ces politiques ont eu pour conséquence d'opposer le secteur de la conservation de la nature et les populations locales (indigènes ou autochtones...).
Dans le même temps les modèles de « parcs nationaux » et de « réserves » se diffusent lentement dans le reste du monde : Japon, Europe ou cône Sud de l'Amérique du sud,.
La création d'aire protégée est plus lente entre 1940 et 1960. L'agenda politique est occupé par la Seconde Guerre mondiale puis la décolonisation. Cependant, à cette période émerge des outils et un nouveau discours pour la protection de la nature. L'Union internationale pour la conservation de la nature (UICN) est créée en 1947, puis la commission mondiale des aires protégées en 1958. L'internationalisation du tourisme va permettre de développer un argument économique pour la création des aires protégées, celles-ci vont devenir des lieux privilégiés du tourisme. Dans la décennie suivante, le taux de création d'aires protégées augmente de nouveau et s'internationalise, en se développant en particulier en Amérique du Sud.
Une phase de forte progression a eu lieu entre 1970 et 1985 : La conservation de la nature devient alors une préoccupation mondiale, l'écologie politique apparaît. En 1971, face au constat de que le développement humain et la conservation sont intimement liés, en particulier dans les pays du Sud, l'UNESCO lance le programme sur l'homme et la biosphère. En 1971, toujours les États signent la convention de Ramsar pour la protection des zones humides d'importance internationale. En 1972, est créé le patrimoine mondial.
En 1992, la plupart des États ont adopté la Convention sur la diversité biologique lors du sommet de la Terre à Rio de Janeiro. L’article 8 de cette convention encourage les États parties à la convention à développer un réseau d’aires protégées dans les espaces sous leur juridiction. Plusieurs pays n’ont cependant jamais signé ou ratifié la convention sur la diversité biologique, comme les États-Unis ou le Vatican par exemple.
En 2008, « un peu plus de 100 000 sites terrestres et marins sont concernés couvrant à peu près 19 millions de km2, soit l’équivalent de la surface combinée des États-Unis continentaux et du Canada ». Entre 1973 et 2008, leur superficie a été multipliée par quatre.
La dixième conférence des États parties à la convention qui s’est tenue à Nagoya au Japon en octobre 2010, a adopté un Plan stratégique révisé et actualisé pour la diversité biologique pour la période 2011-2020, incluant 20 « Objectifs d'Aichi ». Ainsi, l’objectif no 11 est d’atteindre au moins 17 % des zones terrestres et d’eaux intérieures (Hors Antarctique) et 10 % des zones marines et côtières sous statut d’aire protégée à l’horizon 2020, soit respectivement 22 755 906 km2 d’espaces terrestres et d’eaux intérieures et 37 500 000 km2 d’espaces marins et côtiers. Il doit aussi guider les appuis aux pays en développement pour le renforcement de leur réseau d’aires protégées. En 2020, plus de 10% des parties sont en passe de réaliser cet objectif.
Une cartographie mondiale des aires protégées peut être consultée sur le site anglophone Planète protégée de l'UICN et du PNUE. Ces mêmes organismes produisent régulièrement un état des lieux des aires protégées dans le monde.

## Intérêts des aires protégées

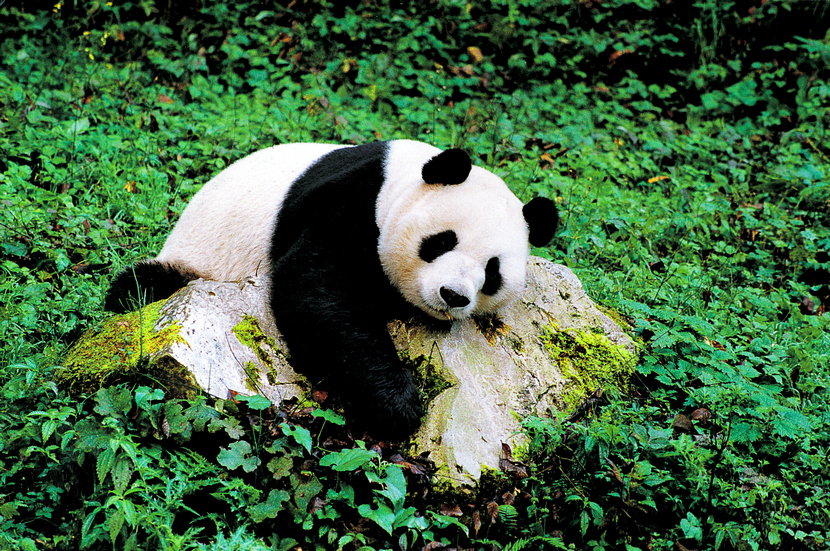
En Chine, entre 1975 et 1985, cinq « Parcs nationaux » spécialement destinés à la protection des pandas géants, ont été créés, la réserve naturelle de Wolong entre autres.

Les aires protégées présentent de multiples fonctions, leurs promoteurs peuvent être motivés par la protection de la nature vierge pour sa valeur intrinsèque. Depuis les années 1970-1990, différents auteurs (en particulier, occidentaux) leur attribuent la capacité à rendre de nombreux services écosystémiques ou aménités : l'épuration naturelle de l'eau, pour les zones humides ou la séquestration du carbone atmosphérique pour les forêts, dans le cadre de la lutte contre le réchauffement climatique. Plus directement pour l'économie, ces espaces naturels peuvent servir de zone de loisir et attirer une importante activité touristique, d'autres espaces sont consacrés à l'agriculture durable. Enfin l'existence de certaines aires protégées se justifie par l'Histoire d'un lieu ou les pratiques culturelles qui y sont liées.
Les premières aires protégées ont souvent été classées pour leur beauté, comme le montrent les exemples du Yellowstone, aux États-Unis, ou de la forêt de Fontainebleau en France.
Une analyse des sites inscrits à la convention de Ramsar, montre que si en 1993 la majorité étaient inscrits sur la base de la présence d'espèces de faune remarquables (ici les oiseaux d'eau), l'accent a été mis de plus en plus sur les critères de développement humain. L'auteur de l'étude argumente que la « conservation » n'est pas la priorité des pays en développement et que ce déplacement des priorités de la convention avait pu avoir pour objectif d'amener plus de nouveaux pays à la ratifier.
Dans la pratique, d'après les recherches menées par G.Baldi et son équipe en 2016, le choix de l'implantation des aires protégées s'est majoritairement fait sur les opportunités offerte par l'éloignement des centres de population et la faible densité de population. Ce constat est particulièrement avéré en Amérique du nord, en Australie et Nouvelle-Zélande et dans la zone « Amérique latine - Caraïbes ».

## Efficacité

### Paramètres
L'efficacité d'une aire protégée se mesure au niveau local mais aussi au niveau des réseaux d'espace naturels. Plusieurs paramètres peuvent entrer en ligne de compte pour mesure cette efficacité.
| paramètre                   | définition |
| --------------------------- | --- |
| Viabilité de la gouvernance | La gestion d'un espace naturel doit faire l'objet d'une planification stable dans le temps, ne pas être sujette à des changements de politique, notamment. Les actions prescrites doivent être effectivement mises en œuvre sans interférence par quelque groupe de pression que ce soit. Les éventuelles menaces sur la biodiversité doivent être prises en compte.                                                                                              |
| Intégrité                   | L'aire protégée, pour être viable à long terme et indépendamment du reste du réseau d'aires protégées doit maintenir l'intégrité écologique de l'écosystème qu'elle entend préserver, ou s'assurer de la protection adéquate des sites importants pour la biologie d'espèces-cibles. |
| Connectivité                | Beaucoup d'espèces sont mobiles et ont tendance à sortir d'une aire protégée. Ceci est d'autant plus vrai que sa taille est limitée. Une aire protégée fonctionne donc le plus souvent en réseau qui doit être suffisamment connecté pour répondre aux besoins de ces espèces mobiles. Cette connexion entre les aires protégées permet aussi de maintenir des populations animales viables génétiquement en maintenant des flux de gènes entre sous-populations. |
| Représentativité            | Une aire protégée doit répondre aux enjeux d'un territoire et protéger un échantillon représentatif des espèces ou écosystèmes menacées. |
| Réplicabilité               | Au niveau d'un réseau d'aires protégées, il est nécessaire qu'un élément fortement menacé soit protégé dans plusieurs espaces. Outre les échanges potentiels, cela permet une sécurité en cas de problème imprévu sur l'un de ces espaces. |

### Indicateurs
L'efficacité d'une aire protégée est mesurée via des indicateurs et bioindicateurs choisis selon les enjeux et objectifs. Ce type d'étude se déroule généralement en quatre étapes :
1. Sélection des indicateurs ;
2. Organisation de l'évaluation ;
3. Conduite de l'évaluation proprement dite ;
4. Communication des résultats et adaptation de la méthode de gestion[21].

Un indicateur est une information mesurée sur une période de temps et donnant une information sur des changements spécifiques de certaines caractéristiques de l'aire protégée. Il permet d'estimer des aspects qui ne sont pas directement mesurables, comme son « efficacité ». Il est, en outre, nécessaire de faire appel à une batterie d'indicateurs afin de mettre en évidence la réalisation (ou non) des buts et objectifs annoncés. Un indicateur se doit de répondre à cinq critères : mesurabilité sur les plans qualitatifs et quantitatifs, précision définition identique par tous), constance dans le temps, sensibilité variations proportionnelles aux changements de l'attribut mesuré, simplicité.

#### Indicateurs bio-physiques
Une aire protégée étant avant tout un outil de conservation, les indicateurs de type bio-physique sont généralement les premiers auxquels s'intéressent les gestionnaires.
Les paramètres biologiques peuvent considérer l'abondance ou la structure de la population d'une espèce précise (que ce soit une espèce d'une importance culturelle importante, une espèce clé de voûte, endémique, ou encore particulièrement vulnérable). L'étude de composition en espèces des communautés présentes dans la zone protégée et le taux de recrutement de celles-ci. L'intégrité des relations trophiques entre ces différentes espèces permet de vérifier s'il n'y a pas eu de dérèglement entre niveau (par exemple à la suite de la disparition d'une espèce surexploitée prédatrice ou au contraire d'une proie).
Les paramètres abiotiques ou structuraux concernent la qualité de l'eau et du sol et la distribution et la complexité des habitats d'une part, et les mesures spatiales d'autre part. Ces dernières peuvent être la proportion de l'aire « restaurée » du point de vue de la population, de la biomasse ou de la communauté (par rapport à un état initial réel ou supposé), ou encore la proportion de la zone ne subissant pas d'impact anthropique (ou un impact réduit).
Les gestionnaires et scientifiques utilisent divers outils afin d'étudier ces paramètres et de cartographier les aires marines protégées, tel que les systèmes d'information géographique ou la télédétection (imagerie satellite et radar, photographie aérienne ou données acoustiques).

#### Indicateurs socio-économiques et de pression humaine
Les facteurs socio-économiques et culturels jouent un rôle plus important que les facteurs bio-physiques dans l'aménagement ou l'efficacité d'une aire protégée.
L'utilisation d'indicateurs socio-économiques permet de prendre en compte les intérêts de toutes les parties prenantes au projet, de déterminer l'effet que les décisions prises ont sur eux et de démontrer la valeur des aires protégées au public et aux décideurs.

## Limites

### Limites intrinsèques des aires protégées
Au fur et à mesure du temps les objectifs alloués aux aires protégées se sont multipliés. Des attentes concernant le développement durable et l'amélioration du niveau de vie des populations locales sont venues s'ajouter aux objectifs de protection des paysages et des espèces remarquables.
On cherche donc aussi à redessiner les périmètres d'aires protégées pour assurer la restauration puis la continuité des services écosystémiques les plus importants pour l'humanité et la biodiversité, mais ceci demande qu'ils soient mieux connus et évalués.
Les espèces qui devraient naturellement migrer, doivent pouvoir se déplacer d'une aire à l'autre. Pour résoudre cette problématique un nombre croissant de pays ont développé un réseau écologique souvent dénommé trame verte.
L'achat de terrain à fin de protection de la biodiversité est souvent insuffisant et a parfois des effets pervers : les prix du foncier peuvent augmenter, rendant plus difficile les achats ultérieurs, l'achat de terre à vocation peut pousser les aménageurs à se déplacer vers des zones de plus grande qualité écologique, ailleurs, et enfin, la présence de zone protégées peut servir d'argument pour attirer des clients désideux de construire là où le cadre de vie est agréable.

#### Faire face au réchauffement climatique
Corrélativement au réchauffement climatique et au déplacement de ressources alimentaires, les scientifiques observent d'importants déplacements de noyaux de populations animales ou végétales. Il a été proposé en 2009 de créer certaines aires protégées (marines notamment) au périmètre « mobile », pour suivre les modifications d'aire de répartition. Ces aires devraient aussi idéalement être plus grandes et mieux interconnectées (de même que pour les forêts). De nouveaux problèmes juridiques et de gestion seraient alors à résoudre.
Une méta-analyse montre que les espèces endémiques sont particulièrement menacées, en particulier sur des îles ou en montagne.

### Dispositifs nationaux inadéquats
Les aires protégées ont souvent été créées, au début de leur histoire, dans l'objectif de préserver des paysages exceptionnels. Les objectifs actuels ne sont plus les mêmes, et la situation des premières aires protégées ne correspond pas aux enjeux prioritaires en matière de protection de la biodiversité.
Ainsi aux États-Unis le système des aires protégées est l’un des plus anciens et parmi les plus sophistiqués au monde, mais au vu des données disponibles sur la biodiversité potentielle et actuelle du pays, si ces aires protègent indéniablement des paysages exceptionnellement sauvages (Wilderness), elles sont géographiquement mal situées et ne couvrent pas assez les espèces endémiques (les aires protégées de ce pays couvrent de vastes surfaces, mais leur configuration géographique est presque à l'opposé des modèles d'endémisme du pays ; « la plupart des aires protégées sont dans l'Ouest, alors que les espèces vulnérables sont en grande partie dans le Sud-Est »). Une carte des nouvelles priorités a été dressée pour plusieurs taxons menacés (vertébrés terrestres, poissons d'eau douce, et arbres) ; elle désigne aussi des zones méritant une attention immédiate de conservation (dont la propriété foncière est publique ou privée),.
En Europe, le réseau Natura 2000, construit par les États à la demande de l'Europe est dans certains pays très incomplet ; les États ayant souvent classé des espaces quand cela était socioéconomiquement le plus acceptable plutôt que selon des priorités environnementales. Certains auteurs insistent sur le besoin de s'appuyer sur des données socio-économiques pour faire de la prospective en matière de conservation de la nature.

### Manque de moyens ou gestion inappropriée
De nombreuses aires protégées ne le sont que sur le papier, et aucune mesure conservatoire concrète n'est mise en place. Ainsi, un grand nombre d'aires protégées de certains pays pauvres subissent une exploitation forcenée, notamment le braconnage d'espèces rares, sans que rien soit mis en place pour empêcher ce phénomène.
Les pressions humaines dans de nombreuses aires protégées peuvent être sous-estimées. En effet, celles-ci font face à plusieurs menaces de par le monde :
- artificialisation ;
- orpaillage en Guyane, Brésil, Suriname ;
- déforestation (illégale ou non), par exemple en Forêt de Białowieża en Europe de l'Est[35] ;
- braconnage et trafic d'animaux en Afrique ou en Asie.

Ainsi, pour mesurer l'efficacité des aires protégées, il est important que des rapports fiables et transparents sur les pressions humaines subies par les aires protégées soient produits. Ceci pour affiner les cibles à atteindre en termes d’efforts/investissements à réaliser pour stabiliser ou restaurer la biodiversité.

## Gouvernance, réglementations et gestion
La création d'une aire protégée, puis sa gestion, dépendent des législations nationales des pays dans lesquelles elles sont situées. L'UICN définit 4 types de « gouvernance » en fonction de qui détient le pouvoir de décision :
- un gouvernement ;
  - à plusieurs niveaux, selon l'organisation territoriale des États, plus ou moins centralisés,
  - et en appliquant (possiblement) des agences spécialisées, plus ou moins indépendantes,
- « partagée » entre acteurs locaux et institutions nationales/territoriales ;
- des individus ou des organisations privées ;
- un peuple indigène ou une communauté locale.

Dans son rapport de 2018, le Centre de surveillance de la conservation de la nature, dénombrait environ 230 000 le nombre d'aires protégées recensé par la Commission mondiale des aires protégées, il estimait alors disposer d'information concernant la gestion d'un pour cent d'entre elles, seulement.

### Surveillance
Les gestionnaires d'aire protégée s'appuient de plus en plus sur l'imagerie satellite et aérienne, associée à l'utilisation de SIG et d'analyse de la structure écopaysagère, notamment dans les zones difficilement accessibles, notamment pour l'étude et le suivi de la fragmentation, des incendies, de l'orpaillage, etc.[réf. nécessaire].

## Ouverture au public et fréquentation
L'essentiel des aires protégées est accessible au public, parfois au prix du dérangement et de leur dégradation.
Ainsi, en 2014, les aires naturelles protégées du monde ont reçu plus de huit milliards de visiteurs dans l'année, soit environ 600 milliards de dollars de dépenses touristiques dans la période ; un gain économique qui dépasse de loin les moins de dix milliards de dollars consacrés à la sauvegarde de ces sites chaque année dans le monde.
Ce calcul est une extrapolation à 140 000 aires protégées (en tenant compte de leur taille, leur éloignement, du PIB national, etc.) de données évaluées pour 550 sites ; Le modèle créé par cette étude peut aussi faire des prédictions sur les taux de visite (qui devraient encore augmenter… alors que déjà des problèmes critiques de surfréquentation existent pour divers sites). Les taux de visite sont les plus élevés (plus de trois milliards de visites/an) en Amérique du Nord où les aires protégées le sont souvent depuis plus d'un siècle. Ils sont les plus bas en Afrique, où de nombreux pays sont à moins de 100 000 visites/an.
Les auteurs estiment que les dépenses mondiales pour les aires protégées sont « manifestement insuffisantes » (il leur faudrait quatre fois plus de budget selon Robin Naidoo du World Wildlife Fund), notamment pour limiter et compenser les effets du dérangement sur la dégradation des services écosystémiques (dont la valeur est incalculable) dans ces régions.
Selon un modèle proche de celui de la tragédie des biens communs, plus on aménage une aire protégée par le public, plus le public peut y affluer, au détriment de la naturalité du site et parfois de la possibilité d'y protéger les espèces qui constituent l'écosystème que ce public veut venir découvrir ; Il faudrait aussi protéger les réserves naturelles de leurs visiteurs, suggère un commentateur de l'étude qui rappelle que « les aires protégées sont protégées en raison de leurs capacités limitées à résister, absorber ou soutenir l'activité économique sans subir un changement qualitatif fondamental. Des caractéristiques semi-quantifiables comme la naturalité, l'éloignement, l'intégrité et l'authenticité sont difficiles à maintenir et impossibles à remplacer. Cette inélasticité doit être prise en compte dans toute évaluation de leur valeur économique ».

## Taille et forme

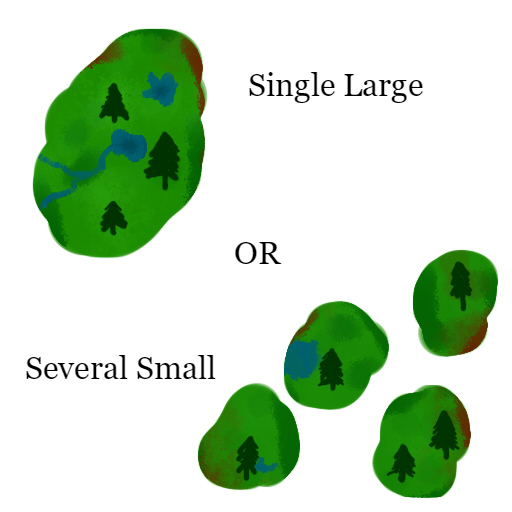
une grande aire protégée ou plusieurs petites ?

La question de savoir s'il vaut mieux privilégier un petit nombre de grandes aires protégées ou un grand nombre de petites est un débat qui agite la communauté des spécialistes de la conservation de la nature depuis les années 1970-1980 :
En 1975, Jared Diamond publie un article qui suggère que les aires protégées les plus grandes ont le potentiel d'accueillir plus d'espèces. Son postulat, qui se base sur les règles de la biogéographie, est que quand une vaste surface d'un écosystème est détruite, les espèces qui se concentrent en surnombre dans ses derniers fragments vont disparaître progressivement. Cette disparition se fera d'autant plus lentement que la zone préservée est grande.
Rapidement un débat émerge autour de cette question, avec notamment la réponse publiée dans Science par Simberloff et Abele. Plus tard le même auteur et Michael E. Soulé tentent de définir une procédure pour déterminer la taille critique d'une aire protégée en déterminent la surface minimale nécessaire à la survie d'un nombre réduit d'espèces.
Dès 1975, l'importance de la connectivité entre les aires est soulevée.

## Typologie d'aires protégées dans le monde
Le terme d'« aire protégée » est très peu utilisé par le grand public. De nombreuses réglementations et dénominations sont considérées comme telles et une même dénomination peut recouvrir des critères de protection (réglementation, degré de protection, objectif, surface, gestionnaire...) très différents selon les pays. Ainsi les termes de parcs naturels ou réserves naturelles par exemple existent dans plusieurs pays et recouvrent des réglementations différentes. Au total, mondialement, plus d'une centaine de termes sont utilisés ; en 2004 on comptait 12 catégories au Royaume-Uni et 50 en Australie. En 2020, une quinzaine de désignations différentes existaient en France.

### Catégories de l'UICN

La Commission mondiale des aires protégées de l'Union internationale pour la conservation de la nature (UICN) a défini des catégories numérotées de 1 à 6, qui classent chaque aire protégée suivant l'intensité de la protection (I étant la protection la plus forte), les catégories intégrant de plus en plus les activités humaines. Le travail de recensement puis de classification des aires protégées par l'UICN a commencé dès 1957. Le système actuel a, dans ses grandes lignes, été adopté en 1994, tel que présenté ci-dessous :
| Catégorie UICN | Caractéristiques et objectifs de gestion | Exemples d'aire protégée |
| -------------- | --- | --- |
| Ia             | Réserve naturelle intégrale: Aire protégée gérée principalement à des fins scientifiques ou de protection des ressources sauvages                                        | Le parc national suisse, les réserves écologiques du Québec, la réserve intégrale Île de Bagaud (au sein du parc national de Port-Cros) ou la réserve intégrale de Lauvitel en France |
| Ib             | Zone de nature sauvage : Aire protégée gérée principalement à des fins de protection des ressources sauvages                                                             | Le parc national de Yosemite aux États-Unis |
| II             | Parc national : Aire protégée gérée principalement dans le but de protéger les écosystèmes et à des fins récréatives                                                     | Les cœurs des parcs nationaux français, les parcs nationaux du Québec |
| III            | Monument naturel : Aire protégée gérée principalement dans le but de préserver des éléments naturels spécifiques                                                         | La zone naturelle unique de Los Estoraques en Colombie ou la réserve naturelle géologique du Luberon en France                                                                        |
| IV             | Aire de gestion des habitats ou des espèces : Aire protégée gérée principalement à des fins de conservation, avec intervention au niveau de la gestion                   | La réserve naturelle de Popenguine au Sénégal, la réserve naturelle nationale de la baie de Somme ou la réserve naturelle régionale du bassin de la Bièvre en France                  |
| V              | Paysage terrestre ou marin protégé : Aire protégée gérée principalement dans le but d'assurer la conservation de paysages terrestres ou marins et à des fins récréatives | La chaîne de montagne Wuyi Shan en Chine, les parcs naturels régionaux et marins en France                                                                                            |
| VI             | Aire protégée pour l’utilisation durable des ressources naturelles : Aire protégée gérée principalement à des fins d'utilisation durable des écosystèmes naturels        | Le parc national marin d'Alonissos en Grèce |

L'UICN produit régulièrement des guides pour l'application de ces catégories aux différentes aires protégées,.

### Réseaux internationaux
Il existe au niveau international, global ou régional, des conventions dont l'objet est de répertorier les sites d'importance pour la conservation de la nature :

Les sites naturels et mixtes du patrimoine mondial de l'UNESCO.
les zones humides d'importance internationale, pour la convention de Ramsar.
Les réserves de biosphères du programme sur l'homme et la biosphère.

L'UNESCO labellise également des territoires au titre de géoparc (« Géoparcs mondiaux UNESCO »).
Au niveau supranational, il existe dans plusieurs régions du monde des réseaux internationaux d'aires protégées ou des stratégies de création d'aires protégées communes entre États voisins, pouvant aboutir à la création d'aires protégées transfrontalières :
- le réseau Natura 2000, dans l'Union européenne, qui correspond à une volonté et une stratégie commune de création d'aires protégées ;
  - accompagné de la fédération Europarc,
- plus de 143 pays participent à treize programmes régionaux de protection des mers[46], par exemple OSPAR, convention de Barcelone, etc.
- La convention de Berne est à l'origine de la création du réseau émeraude en Europe, auquel ont souhaités participer quelque pays hors de l'Europe.

## ONG de la conservation de la nature
Les grandes ONG environnementales participent activement à la conservation in situ soit en créant et gérant directement des aires protégées, soit en prodiguant des conseils aux États dans leur stratégie de création de leur réseau d'aires protégées. Elles s'appuient généralement sur une expertise scientifique. Ces organisation priorisent ainsi des zones particulière à protéger en fonction de critères écologiques comme le taux d'endémisme, la diversité, la présence d'un grand nombre d'espèces menacées, en se focalisant ou pas sur des groupes d'espèces.
En 1998, Conservation International définie des points chauds de biodiversité (en anglais : HotSpots) ; la même année, le WWF découpe la planète en 200 écorégions ; l'African Wildlife Foundation (en) définit des African Heartlands, Birdlife International répertorie les Zones importantes pour la conservation des oiseaux (en anglais Important bird area). Par ailleurs, l'International Dark-Sky Association labellise des réserves de ciel étoilé, depuis 1988.

## Contribution des aires protégées à la sauvegarde de la biodiversité
La biodiversité est plus grande dans les aires protégées qu'en dehors, à la fois en termes de richesse spécifique et d'abondance, grâce à la différence de gestion entre les deux. Un échantillonnage aléatoire réalisé en 2016, trouvait une différence de 10,6 % pour la richesse et 14,5 % pour l'abondance, toujours en faveur des aires protégées.

## Le cas particulier des forêts tropicales

Carte de répartition des forêts tropicales humides dans le monde

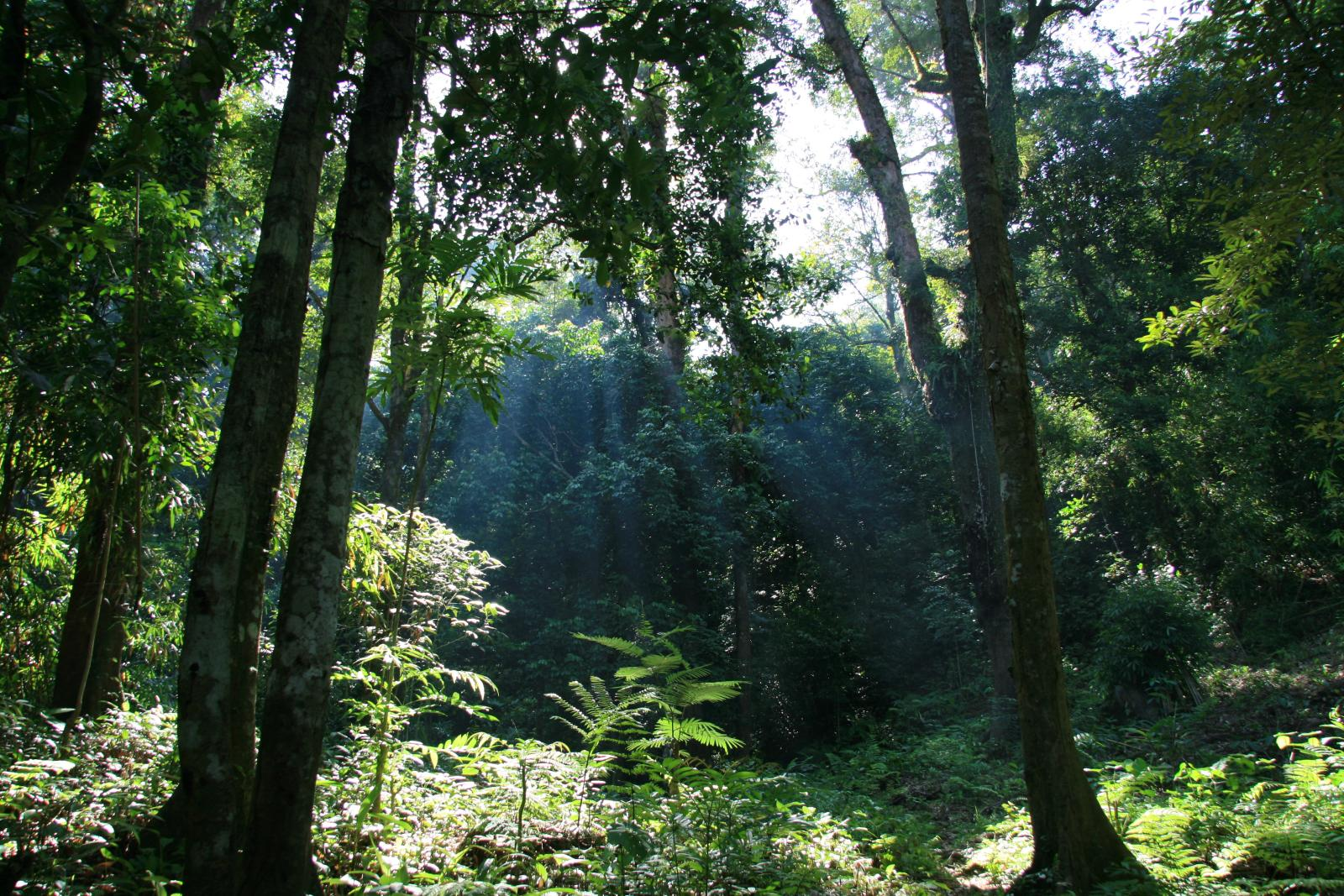
Forêt pluviale du parc national de Gunung Palung dans les basses-terres de Bornéo.

Les forêts tropicales abritent une grande partie de la biodiversité spécifique et génétique, actuellement menacées par la déforestation, l'exploitation forestière et l'anthropisation des forêts. Le manque de cartographie précise des menaces pesant le plus sur cette biodiversité a freiné les stratégies de conservation forestière mais les l'écologie théorique prédisait aussi un recul de la biodiversité là où les massifs forestiers deviennent plus rares, plus petits et plus fragmentés. Elle prédit un risque accru pour les espèces quand leur habitat ne compte plus que pour 10 à 30 % de ce paysage,,.
En 2016, une nouvelle étude confirme qu'en forêt tropicale la biodiversité est mieux conservée dans les paysages peu fragmentés par l’homme, mais aussi quand le dérangement par l'Homme est minimal (ce dérangement peut dans ces régions doubler la perte de biodiversité liée à la déforestation). En 2017, il est confirmé que le recul mondial de la forêt naturelle érode de manière « disproportionnée » la biodiversité et que les dernières grandes forêts et paysages « intacts » devraient être protégés concluent les auteurs. Cette étude s’est basée sur les données les plus récentes disponibles sur les modifications du couvert forestier mondial, pour étudier les conséquences du recul de la forêt naturelle ou semi-naturelle sur 19 432 espèces de vertébrés du monde entier figurant dans la liste rouge UICN des espèces menacées à court ou moyen terme. Sans surprise, là où le couvert forestier recule, les risques qu’une espèce soit classée comme menacée, qu’elle figure dans une catégorie de menace plus élevée et qu'elles présentent des populations en déclin augmentent « considérablement ». Une information neuve est que ce risque est « disproportionné » dans des paysages relativement intacts et en particulier dans les vastes massifs forestiers tropicaux de Bornéo, d'Amazonie centrale et forêt du bassin du Congo où même une très faible déforestation a de graves conséquences pour la biodiversité des vertébrés (et donc très probablement donc pour les espèces qui en dépendent). Au rythme actuel de la déforestation — rien que pour les vertébrés — 121 à 219 autres espèces rejoindront la liste des espèces menacées dans les trente prochaines années, et les effets du changement climatique pourraient aggraver cette situation, de même que la dette d'extinction. Or l’artificialisation du monde s’aggrave rapidement ; Or seules 17,9 % de ces trois zones sont actuellement formellement protégées et moins de la moitié (8,9 %) ont une protection stricte. Protéger ou restaurer l’intégrité écologique des forêts doit être fait à grande échelle par exemple via des « mégaréserves naturelles », réellement protégées selon les suggestions formulées en 2005, par C. Peres) « pour éviter une nouvelle vague d'extinction globale ».
Selon une étude publiée en 2015 : à contexte socio-économique comparable, l'accent mis par un pays sur la mise en œuvre de réserves en visant un haut degré de protection sera prédicteur de moindres risques de déclin de la biodiversité dans ces zones protégées si la proportion d'aires protégées de Catégorie I-IV de l'UICN est élevée dans les réseaux d'aires protégées du pays. Cette étude suggère que les politiques de niveau national peuvent considérablement influer sur le sort de la biodiversité en zone tropicale.

### Voir
1. ↑  Planète protégée, UICN et du PNUE.